# Хелена Хеншен
Хелена Хеншен (на шведски: Helena Henschen) е шведска дизайнерка, илюстраторка и писателка, авторка на произведения в жанра криминален роман, биография и документалистика.

## Биография и творчество
Хеншен е родена на 21 март 1940 г. в Солна (сега предградие на Стокхолм), Швеция. Тя е дъщеря на илюстратора Андерс Хеншен и Мариан фон Сюдов.
След завършване на образованието си в шведското училище по изкуства Konstfack работи като графичен дизайнер. Тя е един от основателите на дизайнерската компания Mah-Jong. Пише различни медии, включително за списанието Moderna Tider, за списанието на SKP Marxistiskt Forum и за Стокхолмския градски музей. Редактира и илюстрира детски книги.
Първата ѝ документална книга „Вещици и светци“ (Häxor och helgon) е издадена през 1982 г.
През 2004 г. е издаден криминалният ѝ роман „В сянката на престъплението“. Романът се основава на действителен случай – убийства на трима души, за които е заподозрян Фредрик фон Сюдов (от фамилията на майка ѝ), студент по право, който по-късно убива съпругата си и се самоубива на 7 март 1932 г., когато полицията идва да го арестува. Книгата получава награда от Шведската академия, наградата на Асоциацията на шведските търговци на книги, определена е за книга за четене за Стокхолм, а през 2009 г. получава наградата за литература на Европейския съюз.
През 2008 г. е издаден романът ѝ „Тя обичаше“ (Hon älskade), който е посветен на нейната баба Сигне Хеншен, известна шведска активистка и общественичка за защита правата на жените и активен член на организацията „Спасете децата“.
Хелена Хеншен има три брака – първият е с архитекта Питър Ларсон, с когото имат син, вторият е с художника Хакан Ниберг, с когото имат дъщеря, и третият – с писателя Гунар Орландер, с когото имат две дъщери близначки.
Хелена Хеншен умира от инсулт на 27 януари 2011 г. в Стокхолм.

## Произведения

### Самостоятелни романи
- I skuggan av ett brott (2004) – награда за литература на ЕС[1][2]
В сянката на престъплението, изд. „Роборид“ (2012), прев. Георги Илиев
- Hon älskade (2008)

### Документалистика
- Häxor och helgon (1982)[1]
- Stormtid vargtid (1985)
- Stockholm för stockholmare och andra turister (1997)